# Patricia Germain
Pour les articles homonymes, voir Germain.
Patricia Germain est une pongiste française. Elle a été deux fois championne de France de 1981 et 1985 en simple dames, cinq fois championne de France de double dames et une fois championne de France de double mixte en 1985.
Au niveau international, elle a remporté l'Open d'Angleterre en double associée à Brigitte Thiriet en 1984, et la médaille d'or par équipe lors des Jeux méditerranéens 1979.

## Palmarès
| 1981 | - Championne de France - Simple Dames - Lunéville          |
| 1985 | - Championne de France - Simple Dames Saint-Pierre-du-Mont |